# ひろもり
『ひろもり』は、2008年4月4日から2014年3月20日までNHK広島放送局が広島県向けで放送していた地域情報番組。
2008年3月まで放送されていた『ひるまえワイド』の後番組。放送時間が25分縮小・繰り下げされたため、中国地方向け放送は終了し、広島県のみの放送となった。タイトルの由来は“ひろしま情報もりだくさん”。2014年3月21日で終了。後番組はひるまえ直送便が開始し、中国地方向け放送(11:52からは県域放送)が復活した。

## 放送時間
- 平日 11:30 - 12:00
  - 途中、11:54 - 11:57には東京からの「全国の気象情報」を放送。

祝日および国会中継時には放送休止になる。そのほか、2013年1月16日にも歌会始の中継（10:30 - 11:45）のために放送を休止し、空いた11:45 - 11:54の時間帯には穴埋め番組として『西日本の旅』が編成された。

## 出演者
| 年度 | メインキャスター | サブキャスター      | リポーター          | 気象キャスター | 備考 |
| ---- | ---------------- | ------------------- | ------------------- | -------------- | --- |
| 2008 | 清川徹           | 山田一穂 堀口典子   | 山上優子 大林舞     | 石榑亜紀子     | |
| 2009 | 清川徹           | 山田一穂 佐竹祐紀   | 山上優子 香取由有子 | 田代香子       | - 堀口は甲府局へ移籍 - 大林は退局し、フリーに - 石榑は夕方 - 夜間の担当に                                          |
| 2010 | 清川徹           | 佐竹祐紀 山迫未紀子 | 香取由有子          | 勝丸恭子       | - 山田は山迫と入れ替わりで『お好みワイドひろしま』へ - 山上は岡山局へ転籍 - 田代は一身上の都合により契約解消で退任 |
| 2011 | 清川徹           | 佐竹祐紀 山迫未紀子 | 斉藤翠              | 勝丸恭子       | - 香取は神戸局へ転籍                                                                                               |
| 2012 | 清川徹           | 村井智奈            | 斉藤翠              | 太田景子       | - 佐竹は岡山局へ転籍 - 山迫は千葉局へ転籍 - 勝丸は太田と入れ替わりで夕方 - 夜間の担当に                            |
| 2013 | 清川徹           | 村井智奈            | 斉藤翠              | 太田景子       | |

### 備考
- 番組内のニュースコーナーについては、広島放送局のアナウンサーが交代で担当。
- 清川、山田、石榑は『ひるまえワイド』からの続投。田代は『ひるまえワイド』から再登板。